# ليني جوزيف
ليني جوزيف (بالفرنسية: Lenny Joseph)‏ هو لاعب كرة قدم فرنسي، ولد في 12 أكتوبر 2000 في فرنسا.

## وصلات خارجية
- ليني جوزيف على موقع قاعدة بيانات كرة القدم.إي يو (الإنجليزية)
- ليني جوزيف على موقع Soccerway.com (الإنجليزية)